# Football Club Legnano 1923-1924
Questa pagina raccoglie i dati riguardanti il Football Club Legnano nelle competizioni ufficiali della stagione 1923-1924.

## Stagione

Giuseppe Torriani alla Juventus negli anni venti. Giocò nel Legnano dal 1922 al 1925

La stagione 1923-1924 è preannunciata dal cambio di guardia sulla panchina del Legnano: il binomio formato da Primo Colombo e Adamo Bonacina viene sostituito dall'ungherese Imre Schöffer, che è il primo allenatore professionista del Legnano ed il primo di nazionalità straniera.
Rilevanti, in questa stagione, sono le vittorie contro il Torino all'ottava giornata e contro la Pro Vercelli al decimo turno.
Ma il fatto più grave avvenne all'ultima giornata. A causa degli interventi fallosi dei giocatori dell'Andrea Doria sugli atleti lilla, giudicati troppo duri dal pubblico legnanese, avvenne un'invasione di campo con i tifosi lilla che aggredirono i giocatori genovesi.
La federazione decise di invalidare il risultato di 3 a 0 per il Legnano applicando la responsabilità oggettiva (articolo 40 del regolamento organico) omologando perciò la gara con un 2 a 0 a tavolino per i doriani, oltre a comminare un'ammenda di 2 000 lire alla società lilla e a squalificare il campo di Legnano fino al 15 novembre della stagione successiva.
Per quest'ultimo provvedimento i lilla proposero un ricorso, che fu però respinto. Per tale motivo il presidente Antonio Bernocchi rassegnò le dimissioni, forse anche crucciato dal grande rilievo dato dai media dell'epoca all'accaduto. Bernocchi continuerà però a finanziare la società.

## Divise
| Casa |

## Organigramma societario
Area direttiva
- Presidente: sen. Antonio Bernocchi

Area tecnica
- Allenatore: Imre Schöffer

## Rosa
| N. |                   | Ruolo | Calciatore      |
| -- | ----------------- | ----- | --------------- |
|    | Italia (bandiera) | D     | Luigi Allemandi |
|    | Italia (bandiera) | P     | Angelo Cameroni |
|    | Italia (bandiera) | D     | Cecchetti       |
|    | Italia (bandiera) | D     | Angelo Colombo  |
|    | Italia (bandiera) | D     | Vinicio Colombo |
|    | Italia (bandiera) | C     | Mario Crespi    |
|    | Italia (bandiera) | C     | Enzo Dal Dan    |
|    | Italia (bandiera) | D     | Silvio Frigerio |

| N. |                   | Ruolo | Calciatore        |
| -- | ----------------- | ----- | ----------------- |
|    | Italia (bandiera) | C     | Attilio Gerola    |
|    | Italia (bandiera) | A     | Achille Malaspina |
|    | Italia (bandiera) | C     | Attilio Marcora   |
|    | Italia (bandiera) | A     | Giacomo Olivieri  |
|    | Italia (bandiera) | A     | Italo Rossi       |
|    | Italia (bandiera) | C     | Severino Rosso    |
|    | Italia (bandiera) | A     | Giuseppe Torriani |
|    | Italia (bandiera) | A     | Giuseppe Tosi     |

## Risultati

### Prima Divisione

#### Girone d'andata
| Arbitro: | Vagge (Genova) |

|                   |           |               |
| Sbrana 72’ (rig.) | Marcatori | 16’ Malaspina |

| Arbitro: | Pinasco (Sestri Ponente) |

|                             |           |                                      |
| Malaspina 53’ Allemandi 77’ | Marcatori | 59’ (rig.) Santagostino 71’ Ballerin |

| Arbitro: | A.Gama (Milano) |

|  |           |             |
|  | Marcatori | 7’ Torriani |

| Arbitro: | Bistoletti (Milano) |

|                              |           |  |
| Rossi 28’ Tosi 52’, 55’, 66’ | Marcatori |  |

| Arbitro: | Minoli (Torino) |

|             |           |             |
| Taverna 35’ | Marcatori | 70’ Dal Dan |

| Arbitro: | Dani (Genova) |

|               |           |  |
| Malaspina 26’ | Marcatori |  |

| Arbitro: | Petta (Genova) |

|                                    |           |                |
| Perin 11’ Della Valle III 30’, 43’ | Marcatori | 51’, 62’ Rossi |

| Arbitro: | Sanguineti (Genova) |

|                                  |           |                |
| Tosi 38’ Crespi 39’ Torriani 79’ | Marcatori | 71’ Martin III |

| Arbitro: | Armano (Torino) |

|                                  |           |  |
| Allemandi 31’ (rig.) Marcora 58’ | Marcatori |  |

| Arbitro: | A.Gama (Milano) |

|               |           |  |
| Ardissone 55’ | Marcatori |  |

| Arbitro: | Alfieri (Bologna) |

|                                  |           |  |
| Bagnasco 7’, 22’ Cusano 40’, 65’ | Marcatori |  |

#### Girone di ritorno
| Arbitro: | Portigliatti (Torino) |

|                         |           |  |
| Tosi 15’ (63) Rossi 71’ | Marcatori |  |

| Arbitro: | Mauro (Milano) |

|                 |           |               |
| Savelli 4’, 88’ | Marcatori | 67’ Malaspina |

| Arbitro: | A.Gama (Milano) |

|           |           |                               |
| Rossi 66’ | Marcatori | 36’ Albertoni 49’ Puerari III |

| Ferrara 10 febbraio 1924 15ª giornata                   | SPAL      | 1 – 1    | Legnano | Campo di Piazza d'Armi |
| \| \| \| \| \| Preti II 60’ \| Marcatori \| 1’ Rossi \| |           |          |         |                        |
|                                                         |           |          |         |                        |
| Preti II 60’                                            | Marcatori | 1’ Rossi |         |                        |

| Arbitro: | Barbon (Venezia) |

|                      |           |  |
| Allemandi 61’ (rig.) | Marcatori |  |

| Arbitro: | Bortoletti (Venezia) |

|                                              |           |           |
| Chiecchi II 42’ Chiecchi III 60’ Morandi 78’ | Marcatori | 63’ Rossi |

| Arbitro: | Sanguineti (Genova) |

|                      |           |              |
| Allemandi 67’ (rig.) | Marcatori | 80’ Genovesi |

| Arbitro: | Rangone (Alessandria) |

|              |           |  |
| Martin I 64’ | Marcatori |  |

| Arbitro: | Franciosini (Modena) |

|                 |           |  |
| Rossetti II 47’ | Marcatori |  |

| Arbitro: | Dani (Genova) |

|              |           |  |
| Torriani 81’ | Marcatori |  |

| Legnano 13 aprile 1924 22ª giornata | Legnano        | 0 – 2 A tav. | Andrea Doria | Stadio Comunale\| Arbitro: \| Guiot (Milano) \| |
| Arbitro:                            | Guiot (Milano) |              |              |                                                 |

## Statistiche

### Statistiche di squadra
| Competizione    | Punti | In casa | In casa | In casa | In casa | In casa | In casa | In trasferta | In trasferta | In trasferta | In trasferta | In trasferta | In trasferta | Totale | Totale | Totale | Totale | Totale | Totale | DR |
| Competizione    | Punti | G       | V       | N       | P       | Gf      | Gs      | G            | V            | N            | P            | Gf           | Gs           | G      | V      | N      | P      | Gf     | Gs     | DR |
| --------------- | ----- | ------- | ------- | ------- | ------- | ------- | ------- | ------------ | ------------ | ------------ | ------------ | ------------ | ------------ | ------ | ------ | ------ | ------ | ------ | ------ | -- |
| Prima Divisione | 21    | 11      | .       | .       | .       | ..      | ..      | 11           | .            | .            | .            | ..           | ..           | 22     | 8      | 5      | 9      | 27     | 26     | +1 |

### Statistiche dei giocatori
| Giocatore    | Prima Divisione | Prima Divisione |
| Giocatore    | Presenze        | Reti            |
| ------------ | --------------- | --------------- |
| L. Allemandi | 21              | 4               |
| A. Cameroni  | 22              | 0               |
| Cecchetti    | 4               | 0               |
| Colombo II   | 22              | 0               |
| Colombo V    | 17              | 0               |
| M. Crespi    | 9               | 1               |
| E. Dal Dan   | 3               | 1               |
| S. Frigerio  | 2               | 0               |
| A. Gerola    | 22              | 0               |
| A. Malaspina | 16              | 5               |
| A. Marcora   | 21              | 1               |
| G. Olivieri  | 9               | 0               |
| I. Rossi     | 22              | 7               |
| S. Rosso     | 11              | 0               |
| G. Torriani  | 22              | 3               |
| G. Tosi      | 19              | 5               |